# Manfred Bayer (Pädagoge)
Manfred Bayer (* 29. Juli 1932 in Berlin) ist ein deutscher Schulpädagoge.

## Leben
Er erwarb 1962 das 1. Staatsexamen für das Lehramt an Gymnasien in den Fächern Philosophie (Prüfer: Theodor W. Adorno und Max Horkheimer), Anglistik (Prüfer: Helmut Viebrock) und Germanistik (Prüfer: Walter Höllerer) in Frankfurt am Main und ebenda 1964 das 2. Staatsexamen. Nach der Promotion an der Universität Frankfurt am Main 1975 und der Habilitation 1978 wurde er Professor (H3) an der PH Westfalen-Lippe Bielefeld 1978, Professor (C3) an der Universität Bielefeld 1980 und Professor (C4) in Duisburg 1982.

## Schriften (Auswahl)
- Lehrerausbildung und pädagogische Kompetenz. Eine Untersuchung über normative, institutionelle und curriculare Merkmale der pädagogischen Ausbildung von Sekundarschullehrern. Frankfurt am Main 1978, OCLC 832202441.
- mit Gerhard E. Ortner und Bernd Thunemeyer: Bedarfsorientierte Entwicklungsplanung in der Weiterbildung. Opladen 1981, ISBN 3-8100-0333-6.